# Траталіас
Траталіас (італ. Tratalias, сард. Tratalias) — муніципалітет в Італії, у регіоні Сардинія,  провінція Карбонія-Іглезіас.
Траталіас розташований на відстані близько 460 км на південний захід від Рима, 50 км на захід від Кальярі, 8 км на південний схід від Карбонії, 25 км на південь від Іглезіас.
Населення — 1090 осіб (2014).
Покровитель — Santa Maria di Monserrato.

## Демографія
Населення за роками:

Станом на 1 січня 2023 року в муніципалітеті офіційно проживали 4 іноземці з 2 країн, серед них 3 громадяни країн Євросоюзу.

## Сусідні муніципалітети
- Карбонія
- Джиба
- Пердаксіус
- Пішинас
- Сан-Джованні-Суерджу
- Віллаперуччо